# Пазиграфия Маймье
Пазигра́фия Маймье́ — система письменного языка для международного общения, изобретённая Жозефом де Маймье и изложенная в его книге «Pasigraphie ou Premiers éléments du nouvel art-science, d’écrire et d’imprimer en une langue, de manière à être lu et entendu dans toute autre langue sans traduction…» (Париж, 1797). Под руководством Маймье были организованы пазиграфические курсы при Бюро пазиграфии, которое открылось в Париже для поддержки проекта Маймье, однако широкого распространения в мире этот проект не получил.

## Общее устройство системы
В пазиграфии Маймье используется 12 знаков (автор называет их пазиграфической гаммой), из которых составляются все слова. Комбинациями из трёх знаков записываются служебные слова, междометия, а также некоторые наречия; слова из четырёх знаков обозначают вещи, действия и отвлечённые идеи; слова, которые не укладываются в первую или вторую группу, записываются пятью знаками. Комбинации из двух знаков и отдельные знаки используются как аффиксы, модифицирующие значение слова. Для выражения грамматических отличий используются специальные дополнительные значки.
Все понятия, которые может выразить эта пазиграфия, Маймье расклассифицировал по смыслу. Первый знак любого слова указывает на один из двенадцати классов, к которому относится данное понятие; второй знак указывает на один из двенадцати подклассов и т. д. Таким образом, каждый следующий знак всё более уточняет смысл слова. Здесь Маймье использует принцип, который ранее использовали создатели философских всеобщих языков, например, Джордж Дальгарно и Джон Уилкинс.